# Енн Ламотт
Енн Ламотт (нар. 10 квітня 1954) — американська письменниця.
Вона також є прогресивною політичною діячкою, публічною ораторкою та викладачкою письменницької майстерності. Ламотт мешкає в окрузі Марін, Каліфорнія. Її публіцистичні твори здебільшого автобіографічні. Твори Ламотт відзначаються самоіронією та відкритістю, охоплюють такі теми, як алкоголізм, життя матері-одиначки, депресія та християнство.

## Молодість і освіта
Ламотт народилася у Сан-Франциско і закінчила школу Дрю. Два роки навчалася у коледжі Goucher, де писала для газет. Її батько, Кеннет Ламотт, також був письменником. Свій перший опублікований роман «Гіркий сміх» донька написала для батька після того, як йому діагностували рак мозку. У неї є один син Сем, який народився в серпні 1989 року, і онук Джакс, який народився в липні 2009 року.

## Кар'єра
Життя Ламотт задокументовано в документальній стрічці Фріди Лі Мок 1999 року «Пташка за пташкою з Енні: фільм-портрет письменниці Енн Ламотт». Завдяки цьому документальному фільму та її підписникам у Facebook та інших мережах її часто називають «Народною авторкою».

Ламотт описала, чому вона пише:
Я намагаюся писати книжки, на які я б хотіла натрапити, які є чесними, стосуються реального життя, людських сердець, духовної трансформації, сімей, таємниць, дива, божевілля — і це може змусити мене сміятися. Коли я читаю таку книгу, я відчуваю глибоке полегшення від того, що перебуваю в присутності когось, хто поділиться зі мною правдою і трохи запалить світло, і я намагаюся писати такі книги. Для мене книги — це ліки.
Ламотт знялася у другому епізоді першого сезону шоу The Midnight Gospel.

## Нагороди та відзнаки
1985 року Ламотт нагороджено стипендією Ґуґґенгайма. 2010 року її включено до Зали слави Каліфорнії.

## Особисте життя
13 квітня 2019 року Ламотт вийшла заміж за 63-річного Ніла Аллена, колишнього віцепрезидента з маркетингу корпорації McKesson у Сан-Франциско. Пара познайомилася в серпні 2016 року. Він двічі розлучений батько чотирьох дітей, який залишив роботу в McKesson, щоб присвятити себе письменництву.

### Романи
- Hard Laughter. Viking Press. 1980. ISBN 0-670-36140-2.
- Rosie. Viking Press. 1983. ISBN 0-670-60828-9.
- Joe Jones. North Point Press. 1985. ISBN 0-86547-209-2.
- All New People. North Point Press. 1989. ISBN 0-86547-394-3.
- Crooked Little Heart. Pantheon Books. 1997. ISBN 0-679-43521-2.
- Blue Shoe. Riverhead Books. 2002. ISBN 1-57322-226-7.
- Imperfect Birds. Riverhead Books. 2010. ISBN 978-1-59448-751-4.

### Публіцистика
- Operating Instructions: A Journal of My Son's First Year. Pantheon Books. 1993. ISBN 978-0-679-42091-0.
- Bird by Bird: Some Instructions on Writing and Life. Pantheon Books. 1994. ISBN 978-0-679-43520-4.
- Traveling Mercies: Some Thoughts on Faith. Pantheon Books. 1999. ISBN 978-0-679-44240-0.
- Plan B: Further Thoughts on Faith. Riverhead Books. 2005. ISBN 978-1-57322-299-0.
- Grace (Eventually): Thoughts on Faith. Riverhead Books. 2007. ISBN 978-1-59448-942-6.
- Some Assembly Required: A Journal of My Son's First Son. Riverhead Books. 2012. ISBN 978-1-59448-841-2. (with Sam Lamott)
- Help, Thanks, Wow: The Three Essential Prayers. Riverhead Books. 2012. ISBN 978-1-59463-129-0.
- Stitches: A Handbook on Meaning, Hope and Repair. Riverhead Books. 2013. ISBN 978-1-59463-258-7.
- Small Victories: Spotting Improbable Moments of Grace. Riverhead Books. 2014. ISBN 978-1-59448-629-6.
- Hallelujah Anyway: Rediscovering Mercy. Riverhead Books. 2017. ISBN 9780735213586.
- Almost Everything: Notes on Hope. Riverhead Books. 2018. ISBN 978-0525537441.
- Dusk, Night, Dawn. Riverhead Books. 2021. ISBN 978-0-593-18969-6.
- Somehow: Thoughts on Love. Riverhead Books. 2024. ISBN 978-0-593-71441-6.

## Переклади українською
У видавництві «Апріорі» вийшов друком переклад українською мовою книги «Пташка з пташкою. Порадник з письменництва та життя загалом». Перекладачка з англійської — Валерія Хасхачик.

## Зовнішні посилання
- Anne Lamott on Facebook
- Salon.com: articles by Anne Lamott
- Profile – Steven Barclay Agency Archived June 7, 2007, at the Wayback Machine
- Write TV Public Television Interview (2004)
- Minnesota Public Radio Interview (2007)
- Interview for Writers on the Record (2007)
- Goodreads.com: Author profile: Anne Lamott
- TED.com: "12 truths I learned from life and writing", a talk by Anne Lamott (2017)